# Nora Veryán
Nora Veryán (a veces acreditada como Nora Vergean; Guadalajara, agosto de 1929-Ciudad de México, 7 de febrero de 1998) fue una actriz mexicana.

## Biografía y carrera

### Primeros años
Nora Veryán nació en agosto de 1929 en Guadalajara.

### Trayectoria actoral
Inició su carrera actoral durante el transcurso de la Época de Oro del cine mexicano, debutando con un papel secundario no acreditado en la película, Lazos de fuego de 1948. Un año después, en 1949, consiguió su primer crédito como actriz en el filme, La Mancornadora. Posteriormente, se estableció con papeles de apoyo en producciones como Una familia de tantas (1949), Escuela para casadas (1949), Yo quiero ser tonta (1950), Nosotras las taquígrafas (1950), Nosotras las sirvientas (1951), La alegre casada (1952), y La escondida (1956).
Entre 1958 y 1959, consiguió notabilidad gracias a su participación en películas de cine fantástico, como Pulgarcito (1958) y Santa Claus (1959).

## Vida personal y muerte
Estuvo casada con el también actor Raúl Meraz, de quien se divorció debido a infidelidades que le hizo.
El 7 de febrero de 1998, Veryán falleció en Ciudad de México cerca de los 69 años de edad, a causa de una neumonía.

## Filmografía parcial

### Cine
- Lazos de fuego (1948)
- La Mancornadora (1949)
- Una familia de tantas (1949)
- Escuela para casadas (1949)
- Una mujer con pasado (1949)
- Yo quiero ser tonta (1950)
- Nosotras las taquígrafas (1950)
- Nosotras las sirvientas (1951)
- La alegre casada (1952)
- La escondida (1956)
- Sucedió en México (1958)
- Pulgarcito (1958)
- Santa Claus (1959)
- El gran pillo (1960)
- Aventuras de Joselito y Pulgarcito (1960)
- Espiritismo (1962)
- Niño pobre, niño rico (1985)
- Los años de Greta (1992)

### Televisión
- Bajo la sombra de los almendros (1961) (60 episodios)
- Secreto de confesión (1965) (3 episodios)
- Imperio de cristal (1994-95) (18 episodios)